# 私の一生
『私の一生』（わたしのいっしょう、中国語: 我這一輩子）は、中国の作家である老舎が1937年に創作した、全文2万字ほどの中編小説。タイトルは『私のこの生涯』とする訳もある。中華民国時代の北平市の平凡な巡警（下級警察官）が、自らの幸薄い、悲惨な人生を語る、という内容である。1946年8月に、上海恵群出版社から出版された。

## 改編作品
中国の映画監督である石揮は、この小説を原作とし、自ら主演して1950年の映画『私の一生』を制作し、後には広東巨星影業が出資してこの作品を改編し、22回連続のテレビドラマに仕立て直した。
2006年には、『私の一生』の発表70周年と老舎の没後40周年、さらに「话剧百年」（新劇百年）を記念して、中国大陸で初めて『私の一生』が舞台化された。老舎の息子である舒乙の指導の下、李六乙が改編と演出を務め、仇暁光が主演した。本作は、2006年の年末に北京の首都劇場で上演された。

## 映画
1950年に制作された中国の映画『私の一生』は、文華影片公司による、石揮が監督と主演を務めた作品。
この作品は公開後、その年の中国における最大のヒット映画となった。1955年には、中華人民共和国文化部が選定した優秀映画の第2位となった。

## テレビドラマ
2001年に中国大陸で放送されたテレビドラマ『我這一輩子』は、張国立が制作・監督・主演を務め、鄧婕・李誠儒・何冰・劉孜 (俳優)が共演した。

## 日本語翻訳
日下恒夫による翻訳が、『老舎小説全集 第7巻』（学習研究社、1982年）に収められているほか、関根謙、松倉梨恵による翻訳が『私のこの生涯 老舎中短編小説集』（平凡社、2024年）に「私のこの生涯」という題で収められている。